# Национальная консерватория Греции
Национальная консерватория Греции (греч. Εθνικό Ωδείο) — высшее музыкальное учебное заведение, действующее в Афинах. Основана в 1926 году композитором Манолисом Каломирисом и рядом других известных деятелей культуры, среди которых Хариклея Каломири, Марика Котопули, Дионисиос Лаврангас и София Спануди.
На протяжении многих лет консерватория была единственным греческим образовательным и культурным заведением, которое представляло греческую общину за рубежом путём открытия филиалов в Египте и на Кипре (1948). За эти годы многие известные деятели искусства сотрудничали с консерваторией, среди них Мария Каллас, Габриель Пьерне, Димитрис Митропулос и Авра Теодоропулу. Среди студентов консерватории были Мария Каллас, Леонидас Кавакос, Агнес Бальтса и певица Манто.
Когда в 1940 году была основана греческая Национальная опера, две трети её сотрудников были выпускниками Национальной консерватории.